# Maksim Malenkih
Maksim Malenkih (* 21. August 1980) ist ein ehemaliger kirgisischer Sommerbiathlet in der Disziplin Crosslauf.
Erstmals international in Erscheinung trat er 2000 bei den Junioren-Weltmeisterschaften in der zentralrussischen Stadt Chanty-Mansijsk. Dort erreichte er zunächst den achten Platz im Sprint und beendete das Verfolgungsrennen auf dem neunten Rang. Im Staffelwettbewerb sicherte er sich zusammen mit Alexandrowitsch Lewdanskir und Sergei Snitschew die Bronzemedaille hinter den Teams aus Russland und Lettland.
Anschließend war er im Seniorenbereich aktiv und konnte zwei Jahre später im Rahmen der Weltmeisterschaften 2002 im tschechischen Ort Jablonec nad Nisou seinen größten Erfolg feiern: Im Sprint belegte er hinter dem Slowaken Marek Matiaško und vor dem Deutschen Michael Genz den zweiten Platz und erhielt somit die Silbermedaille. An dieses gute Ergebnis konnte er in den Folgejahren allerdings nicht mehr anknüpfen. Bei den Weltmeisterschaften im September 2003 in Forni Avoltri musste er sich mit einem 36. Platz im Sprint sowie einem 29. Platz in der Verfolgung begnügen, während er das Massenstartrennen sogar vorzeitig aufgab. Die Weltmeisterschaften im September 2006 in der russischen Stadt Ufa waren die letzten internationalen Wettbewerbe in Malenkihs Karriere. Doch auch hier kam er nicht über Rang 23 im Sprint und Rang 21 in der Verfolgung hinaus. 